# Stig Jonzon
Karl Stig Börje Jonsson, född 9 juni 1913 i Köping, Öland, Kalmar län, död 15 juni 1987 i Resmo på Öland, folkbokförd i Eksjö, Jönköpings län, var en svensk målare och tecknare.
Han var son till verkmästaren Elof Jonsson och Elin Johansson och från 1936 gift med Karin Sundén. Jonzon studerade konst för Ivan Hoflund 1931-1932 och under studieresor till Frankrike 1947-1950. Separat ställde han ut på Ekströms konstgalleri i Stockholm 1943 och på Galerie Moderne 1951. Han medverkade i grupp och samlingsutställningar i bland annat Kalmar, Jönköping, Örebro och han var representerad vid Le Groupe Contraste i Palais Municipal samt Parissalongen 1951 där han erhöll en mention honorable. Hans konst består av landskap med motiv från Kalmarsund, Öland och Paris, gatupartier från Stockholm. Han utgav 1940 planschverket 50 Kalmarbilder. Jonzon är representerad vid Kalmar konstmuseum och Kalmar läns museum.